# Sebastian Johansson
Hans Sebastian Johansson, född 4 september 1980, är en svensk fotbollsspelare (mittfältare) som spelar för Kungsbacka City.

## Karriär
Johansson fostrades i Ulricehamns IFK och gick som 16-åring till IFK Göteborg. 2001 debuterade han för Göteborg i Allsvenskan och han gjorde totalt 103 allsvenska matcher för klubben innan han 2005 gick vidare till turkiska Malatyaspor. Sommaren 2007 återvände han till Allsvenskan, nu dock till Halmstads BK. Under hösten 2009 var han utlånad till Örgryte IS. ÖIS valde i januari 2010 att köpa loss Johansson från Halmstad för knappt en miljon kronor. Kontraktet med ÖIS löpte till och med säsongen 2012. Till säsongen 2013 värvades han av division 1-laget Utsiktens BK.
I maj 2014 blev Johansson klar för division 3-klubben Ahlafors IF. Han spelade tre matcher för klubben under säsongen 2014. I maj 2016 gjorde Johansson comeback i Ahlafors. Han spelade 12 matcher och gjorde ett mål för klubben under säsongen 2016. I augusti 2020 blev Johansson klar för comeback i division 5-klubben Kungsbacka City. Han spelade en match för klubben under säsongen 2020.